# Куржев, Али Рамазанович
Али Рамазанович Куржев (род. 28 апреля 1989) — российский самбист, чемпион и призёр чемпионатов России и Европы, призёр чемпионата мира, Заслуженный мастер спорта России. Выступал во второй полусредней (до 74 кг) и первой средней (до 82 кг) весовых категориях. Наставниками Куржева были К. Н. Фофанов и С. М. Серёгин.

## Выступления на чемпионатах страны
- Чемпионат России по самбо 2012 — ;
- Чемпионат России по самбо 2013 — ;
- Чемпионат России по самбо 2014 — ;
- Чемпионат России по самбо 2015 — ;
- Чемпионат России по самбо 2017 — ;
- Чемпионат России по самбо 2018 — ;
- Чемпионат России по самбо 2020 — ;
- Чемпионат России по самбо 2021 — ;
- Чемпионат России по самбо 2024 — ;

## Семья
Брат-близнец Уали Куржев (1989) — чемпион России, Европы и мира по самбо, Заслуженный мастер спорта России.